# Helius niveitarsis
Helius niveitarsis är en tvåvingeart som först beskrevs av Frederick Askew Skuse 1890.  Helius niveitarsis ingår i släktet Helius och familjen småharkrankar. Inga underarter finns listade i Catalogue of Life.